# Giải bóng đá hạng nhì quốc gia Cộng hòa Síp 1985–86
Giải bóng đá hạng nhì quốc gia Cộng hòa Síp 1985–86 là mùa giải thứ 31 của bóng đá hạng nhì Cộng hòa Síp. Ethnikos Achna FC giành danh hiệu đầu tiên.

## Thể thức thi đấu
Có 14 đội tham gia Giải bóng đá hạng nhì quốc gia Cộng hòa Síp 1985–86. Tất cả các đội đều thi đấu 2 trận, một trân sân nhà và một trận sân khách. Đội nhiều điểm nhất sẽ lên ngôi vô địch. Hai đội đầu bảng xuống hạng Giải bóng đá hạng nhất quốc gia Cộng hòa Síp 1986–87.

### Hệ thống điểm
Các đội bóng nhận được 2 điểm cho một trận thắng, 1 điểm cho một trận hòa và 0 điểm cho một trận thua.

## Thay đổi so với mùa giải trước
Các đội thăng hạng Giải bóng đá hạng nhất quốc gia Cộng hòa Síp 1985–86
- Ermis Aradippou FC
- APOP Paphos FC

Các đội xuống hạng từ Giải bóng đá hạng nhất quốc gia Cộng hòa Síp 1984–85
- Omonia Aradippou
- Evagoras Paphos

Các đội thăng hạng từ Giải bóng đá hạng ba quốc gia Cộng hòa Síp 1984–85
- Orfeas Athienou
- Othellos Athienou FC

Các đội xuống hạng Giải bóng đá hạng ba quốc gia Cộng hòa Síp 1985–86
- Chalkanoras Idaliou
- Digenis Akritas Ipsona

## Bảng xếp hạng
| Vị thứ | Đội                    | St. | T. | H. | B. | BT. | BB. | BT. | Đ. | Ghi chú                                                                  |
| ------ | ---------------------- | --- | -- | -- | -- | --- | --- | --- | -- | ------------------------------------------------------------------------ |
| 1      | Ethnikos Achna FC      | 26  |    |    |    | 55  | 17  | +38 | 36 | Vô địch-thăng hạng Giải bóng đá hạng nhất quốc gia Cộng hòa Síp 1986–87. |
| 2      | Omonia Aradippou       | 26  |    |    |    | 47  | 21  | +26 | 35 | Thăng hạng Giải bóng đá hạng nhất quốc gia Cộng hòa Síp 1986–87.         |
| 3      | Evagoras Paphos        | 26  |    |    |    | 36  | 23  | +13 | 32 |                                                                          |
| 4      | Keravnos Strovolou FC  | 26  |    |    |    | 35  | 27  | +8  | 32 |                                                                          |
| 5      | Othellos Athienou FC   | 26  |    |    |    | 34  | 29  | +5  | 31 |                                                                          |
| 6      | Anagennisi Deryneia FC | 26  |    |    |    | 45  | 34  | +11 | 27 |                                                                          |
| 7      | ENTHOI Lakatamia FC    | 26  |    |    |    | 31  | 31  | 0   | 25 |                                                                          |
| 8      | Orfeas Nicosia         | 26  |    |    |    | 33  | 30  | +3  | 24 |                                                                          |
| 9      | Doxa Katokopias FC     | 26  |    |    |    | 27  | 31  | -4  | 24 |                                                                          |
| 10     | Akritas Chlorakas      | 26  |    |    |    | 22  | 30  | -8  | 22 |                                                                          |
| 11     | Adonis Idaliou         | 26  |    |    |    | 26  | 40  | -14 | 22 |                                                                          |
| 12     | PAEEK FC               | 26  |    |    |    | 25  | 39  | -14 | 22 |                                                                          |
| 13     | Orfeas Athienou        | 26  |    |    |    | 30  | 48  | -18 | 21 |                                                                          |
| 14     | Apollon Lympion        | 26  |    |    |    | 22  | 58  | -36 | 11 |                                                                          |

Hệ thống điểm: Thắng=2 điểm, Hòa=1 điểm, Thua=0 điểm
Quy tắc xếp hạng: 1) Điểm, 2) Hiệu số, 3) Bàn thắng